# Пигонь, Зенон
Зенон Пигонь (Zenon Pigoń) (29 июня 1940, Радивилов — 13 января 2023, Бытом) — польский политик и профсоюзный деятель, активист демократической оппозиции во времена Польской Народной Республики, депутат Сейма ПНР 10-го созыва (1989—1991).

## Биография
Окончил педагогический техникум в Ченстохове (1961) и факультет польской филологии Силезского университета (1974). С 1962 года работал преподавателем в горных училищах при шахтах, с 1968 по 1970 год — инструктором на ремонтно-монтажном заводе цветной металлургии «Монтомет» в городе Пекары-Слёнске.
С 1970 года — преподаватель в горной школе Бобрек (Бытомский район).
В 1976—1980 годах был членом Польской объединённой рабочей партии. В 1980 году вышел из ПОРП и вступил в Независимый профсоюз «Солидарность», возглавлял профсоюзную организацию работников образования Бытомского района.
С апреля 1981 года соредактор независимого журнала Dążenia. После введения военного положения 22 декабря 1981 года арестован, в феврале 1982 года приговорен к 2 годам лишения свободы с отсрочкой исполнения приговора.
С сентября 1982 года — главный редактор подпольной газеты Głos Śląsko-Dąbrowski. 27 апреля 1983 года задержан и доставлен в следственный изолятор воеводского штаба гражданской милиции в Катовице, освобожден через 48 часов.
После этого прекратил оппозиционную деятельность и в 1984—1989 годах занимался собственным бизнесом.
В 1989—1991 годах депутат Сейма 10-го созыва, выдвинут инициативной группой избирателей Бытомского района.
С 1992 года работал в мэрии Тарновских Гор в качестве уполномоченного, руководителя отдела образования и отдела культуры и спорта. В 2003 году вышел на пенсию.
Похоронен на кладбище в Ройце.
Награждён Рыцарским крестом (2007) и Офицерским крестом (2020) ордена Возрождения Польши, Крестом Свободы и Солидарности (2015).
Автор книги воспоминаний:
- «To był Głos… Wspomnienia» Bytom : Zenon Pigoń, 2014. — 148 s. : il. ; 21 cm.